# Skala Palermo
Skala Palermo, a dokładniej Techniczna Skala Palermo Ryzyka Uderzenia (ang. Palermo Technical Impact Hazard Scale) – skala logarytmiczna wykorzystywana przez astronomów do oceny potencjalnego ryzyka uderzenia w Ziemię przelatującej planetoidy, komety lub meteoroidu (są to tzw. obiekty bliskie Ziemi - NEO). Podobna, ale bardziej opisowa, skala Torino jest stosowana w opisach popularnonaukowych.

## Wyznaczanie
Parametr skali Palermo P powstaje z połączenia dwóch rodzajów danych: prawdopodobieństwa uderzenia w Ziemię oraz Energii kinetycznej uderzającego obiektu.
Parametr P wyznaczany jest ze wzoru:
{\displaystyle P=\log _{10}{\frac {p_{i}}{f_{B}\Delta T}}}
gdzie
- pi jest prawdopodobieństwem uderzenia obiektu w Ziemię
- ΔT jest przedziałem czasowym (wyrażanym w latach) podczas którego może nastąpić zderzenie z prawdopodobieństwem pi
- fB jest tzw. roczną bazową częstotliwością uderzenia.

Roczna bazowa częstotliwość uderzenia jest zdefiniowana jako:
{\displaystyle f_{B}={\frac {3}{100}}\cdot E^{-4/5}}
i określa roczne prawdopodobieństwo wydarzenia podczas którego nastąpi uderzenie z energią E (wyrażaną w megatonach) co najmniej tak dużą jak danego wydarzenia rozpatrywanego do wyznaczania P.

## Skala ryzyka
Parametr P równy 0 oznacza, że ryzyko uderzenia danego obiektu jest takie samo jak ryzyko bazowe (czyli przeciętne ryzyko stwarzane na przestrzeni lat przez obiekty o tej samej wielkości lub większe od rozpatrywanego). Parametr P równy +2 oznacza, że ryzyko uderzenia danego obiektu jest 100 razy większe niż ryzyko bazowe. Parametr P niższy niż -2 określa wydarzenia o zaniedbywalnym ryzyku. Uważa się, że już obiekty którym przypisano -2≤P≤0 wymagają uważnego monitorowania. 
Aktualnie przelatujące blisko Ziemi obiekty wraz z przypisanym im parametrem P są wyszczególnione na podstronie NASA.